# Lega Italiana Protezione Uccelli
Lega Italiana Protezione Uccelli (LIPU) (dt. Italienischer Bund zum Schutz der Vögel) ist ein italienischer Verband für Natur- und Vogelschutz mit Sitz in Parma.
Die Gründung erfolgte 1965 unter dem Namen Lega Nazionale Contro la Distruzione degli Uccelli (LENADUC), ab 1975 dann LIPU. Die rund 30.000 Unterstützer sind in 18 Regionalgliederungen und rund 100 lokalen Gruppen engagiert. Die Organisation ist Partner von BirdLife International.